# Hirschbach im Mühlkreis
Hirschbach im Mühlkreis är en ort och kommun i Österrike. Den ligger i distriktet Freistadt i förbundslandet Oberösterreich, 150 km väster om huvudstaden Wien. 
Kommunen består av 14 orter (Ortschaften) (inom parentes invånarantal 1 januari 2024):

- Auerbach (144)
- Berg (31)
- Gossenreith (38)
- Guttenbrunn (152)
- Hirschbach im Mühlkreis (384)
- Hofreith (60)
- Kirchberg (72)
- Oberdorf (35)
- Oberhirschgraben (30)
- Pemsedt (41)
- Thierberg (94)
- Tischberg (39)
- Unterhirschgraben (79)
- Vorwald (25)